# Granera
|  | Aquest article tracta sobre el municipi. Si cerqueu l'eina, vegeu «Escombra». |

Granera és un poble i municipi de la comarca del Moianès. Està situat al sud de la comarca.
Fins al 2015, que es va reconèixer la comarca del Moianès, estava adscrit a la comarca del Vallès Oriental. Pertany al Bisbat de Vic i al Partit Judicial de Manresa.

## Geografia
- Llista de topònims de Granera (Orografia: muntanyes, serres, collades, indrets..; hidrografia: rius, fonts...; edificis: cases, masies, esglésies, etc).

Mapa general del terme municipal de Granera

Se situa al sud de la comarca, on una cinglera en retrocés, la serra de Granera, ataca un sector de la plataforma estructural del Moianès. Els materials visibles són els calcaris horitzontals de l'Eocè, que alternen amb molasses, gresos i margues damunt dels conglomerats roigs, i formen l'esquenall entre les capçaleres del Ripoll i el Tenes (conca del Besòs) i la de la riera de Rubió o de Sant Joan (que forma, amb la riera de Marfà o Golarda, el riu Calders). L'altiplà, de 600 a 800 m alt, culmina a 954 metres d'altitud (Serrat de les Pedres). El bosc de pi roig i els ermots ocupaven una bona part del terme, que fou un dels més perjudicats en el gran incendi forestal de l'agost del 2003.
Termes municipals limítrofs:
| Monistrol de Calders        | Castellterçol                 | Castellterçol |
| Monistrol de Calders i Mura |                               | Castellterçol |
| Mura                        | Sant Llorenç Savall i Gallifa | Gallifa       |

### Perímetre del terme municipal
El perímetre del terme municipal fa uns 28,5 km.

#### Termenal amb Monistrol de Calders

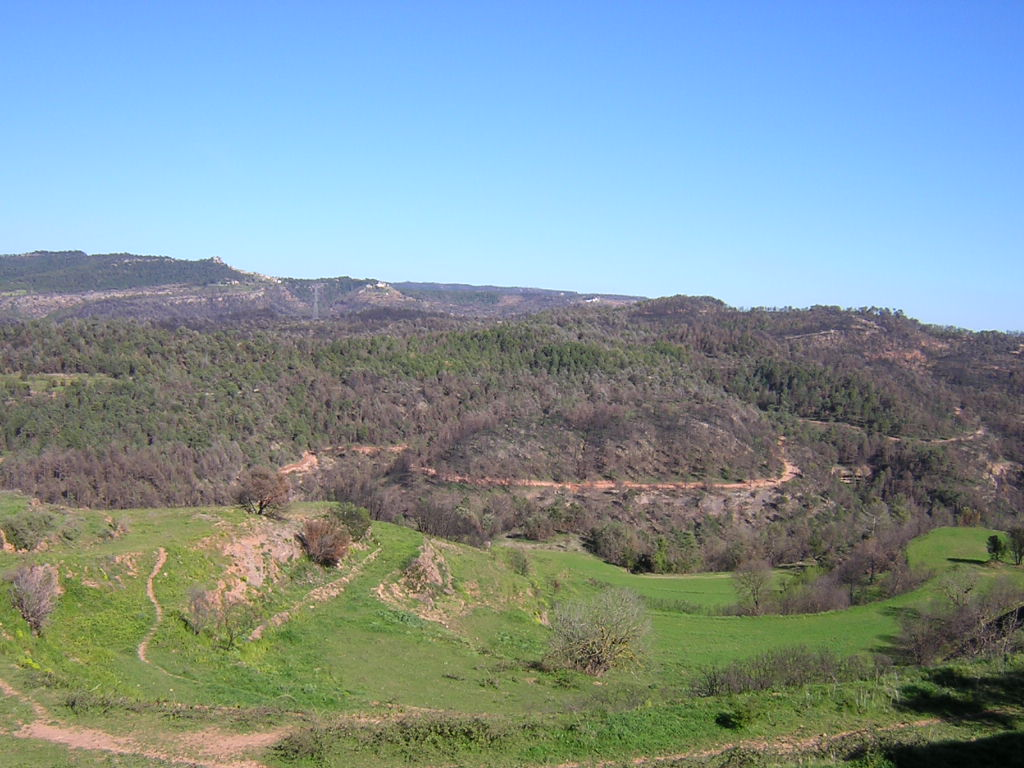
El Serrat de l'Otzetó des del Rossinyol

Se situa l'inici d'aquest perímetre al coll de la Baga del Miracle, on es troben els termes municipals de Granera, Monistrol de Calders i Castellterçol.
Des del coll de la Baga del Miracle, la línia de límits municipals davalla cap al sud-oest per una carena contrafort sud-occidental de la Muntanya de la Sala fins a travessar el torrent de Caldat, o torrent de la Baga del Coll, i enfilar-se pel costat oposat de la vall d'aquest torrent per la Baga del Coll fins a Trullars, a prop i a llevant del Dolmen del Pla de Trullars. Des d'aquest lloc, el termenal baixa cap a migdia resseguint el Serrat dels Ermots del Coll, a ponent de la masia del Coll, fins que arriba a la llera de la riera de l'Om, que segueix aigües avall, cap a ponent, uns 300 metres. Un cop arriba al lloc del Carnerol, el termenal s'enfila cap al sud-oest per tal de seguir cap al sud el Serrat de l'Otzetó fins a prop de la masia de l'Otzet. A la carena anterior al Pla de les Soques, el termenal emprèn cap a ponent, travessa el torrent de les Fraus de l'Otzet, i s'enfila cap a migdia de la masia del Rossinyol.
Just al nord del Coll Blanc i de la Carena de les Elies, a l'extrem meridional del Serrat del Rossinyol, la línia de terme travessa la carretera B-124 i s'enfila a un breu turonet del costat de ponent de la carretera, on es troba la fita tritermenal entre Granera, Monistrol de Calders i Mura.
Són 4,5 quilòmetres de recorregut en terres, pel costat de Granera, del Girbau de Dalt, el Girbau de Baix, el Coll, la Roca i l'Otzet, i en terme de Monistrol de Calders, també del coll de Granera, de l'Om, l'Otzetó i el Rossinyol.

#### Termenal amb Mura
Des del punt anteriorment descrit, la línia de terme entre Granera i Mura discorre quasi íntegrament per la carena de les Elies, de forma paral·lela al traçat de la carretera B-124. Al capdavall -migdia- d'aquesta carena es troba el serrat dels Tres Senyors, on conflueixen els termes municipals de Granera, Mura i Sant Llorenç Savall. Tot i que fa algunes ziga-zagues, aquest termenal és tota l'estona enfocat cap al sud.
Es tracta d'un recorregut de prop de 2,5 quilòmetres quasi íntegrament per terres del Rossinyol, llevat dels trossos finals, on toca amb terres de les masies de les Elies, el Soler i Saladelafont.

#### Termenal amb Sant Llorenç Savall
En el Serrat dels Tres Senyors el termenal de Granera gira cap al nord-est, passa pel coll del Serrat dels Tres Senyors, a l'extrem sud de Serrat del Vent, sempre seguint el traçat de la carretera local que mena a Granera, fins que arriba al coll de la Descàrrega. En aquest lloc el termenal deixa la carretera esmentada per pujar al veí cim del Cogull, des d'on, ara cap al sud-est, ressegueix tot el Serrat de Trens. Al final del serrat esmentat, el termenal torç cap a llevant i s'adreça al coll de Trens, a migdia de la masia de Trens. Encara cap a llevant, va a cercar l'extrem meridional del Serrat del Clapers, a migdia de la masia del Clapers, i damunt del Solell de Cal Mesquita. Des del coll de Trens, i ja fins al final del límit amb Sant llorenç Savall, el termenal discorre pel capdamunt de la cinglera que separa l'altiplà del Moianès amb la vall de Vallcàrquera. Quan la carena arriba a l'extrem meridional del camp dels Espernallacs, a l'extrem de ponent de la cinglera del Salamó, es troba el triterme entre Granera, Sant Llorenç Savall i Gallifa.
És un recorregut de 7 quilòmetres, que deixa en terres de Granera les heretats de l'Otzet, Biguetes, Trens, Coronell, la Païssa i el Salamó, i, pel costat de Sant Llorenç Savall, Saladelafont, el Galí, l'antic poble rural de Vallcàrquera, o de Sant Feliu de Vallcàrquera, Can Salvi i Salallacera.

#### Termenal amb Gallifa
En aquest lloc el termenal fa una inflexió en forma d'arc còncau cap al sud-oest, arriba a la carena de Coll d'Ases, al mig de la qual hi ha el coll d'Ases, on torna a fer un arc, ara amb la part interior mirant al nord. Passa a prop i a llevant del Casalot de Coll d'Ases, i pel Pi de la Llagosta arriba al coll de Bardissars. Travessa l'extrem nord-oest de la Serra de la Caseta en direcció sud-est per tornar a trencar, ara cap al nord-est, travessa el lloc dels Quatre Camins i la capçalera del torrent de les Pujadetes, fins a arribar al Serrat de les Pedres, en el cim del qual es troba el triterme entre Granera, Gallifa i Castellterçol.
Són uns 2,5 quilòmetres, que deixen en terres de Granera les propietats del Salamó, Salvatges i el Solà del Sot, i per les de Gallifa, les terres de la Rovira, els Plans i Sobregrau.

#### Termenal amb Castellterçol
És el termenal més llarg, atès que fa tota la volta al terme de Granera pel costat de llevant. Des del Serrat de les Pedres marxa cap al nord, per la carena d'aquest serrat. Assoleix el collet de Matafaluga, just a ponent de Sant Julià d'Úixols, des d'on trenca cap al nord-oest seguint el curs del torrent de la Font d'Úixols, que segueix fins a prop d'on aquest torrent s'ajunta amb el torrent del Pererol; poc abans, però, travessa una carena cap a l'oest, i va a cercar aquest segon torrent, que segueix ara en direcció oposada, cap al sud-oest. Quan arriba a prop i al nord-oest del Solà del Sot, el termenal deixa la llera del torrent i s'enfila a la carena que té al seu nord-oest, a prop i al sud del Pererol. En aquest lloc la línia de terme segueix el camí rural, cap al sud-oest, per fer tot el tomb a la capçalera del torrent del Solà del Sot, tornant a l'extrem nord-oest del Serrat de les Pedres. En tot aquest tram, el termenal fa la volta quasi completa a les terres de la masia del Solà del Sot, formant una falca atrapada entre dos sectors del terme municipal de Castellterçol.
En arribar al capdamunt de la capçalera del torrent del Solà del Sot, el termenal canvia sobtadament de direcció, ara cap al nord-oest, seguint la carena del límit occidental del torrent esmentat, fins que arriba al paratge de les Gavinetes. Torna a girar, ara cap al nord-est, per les Sorreres, sempre pel marge oest del torrent del Solà del Sot. Torna a passar prop del Pererol, que ara queda a llevant, i arriba al coll Roig. Continua per la mateixa carena encara un tram cap al nord-est, fins que torna a girar sobtadament, ara cap a ponent, a prop i a migdia de la masia de Pla Gaià. Baixa fins al torrent del Sot del Calbó, d'on segueix cap al nord-oest, continua enllaçant amb el torrent de la Cua de la Guilla, que ja no abandona fins que aquest torrent s'aboca en la Riera del Marcet, deixant al nord la masia del Criac i el turó del Pei.
La línia del terme segueix cap al nord la riera del Marcet, fins que, poc després que s'hi aboqui el torrent de la Manyosa, puja cap a ponent cap a la carena on hi ha la pineda de la Manyosa i el turó de Cisnolla. En aquest darrer turó trenca cap al sud-oest per pujar al cim de la Trona, segueix cap a ponent la serra de l'Olleret, deixant al nord la masia de Vila-rúbia, passa per les ruïnes de la masia de l'Olleret, i al cap de poc arriba al coll de la Baga del Miracle, on es troba el triterme entre Castellterçol, Granera i Monistrol de Calders, on ha començat la descripció dels límits del terme municipal de Granera.
Són 12 quilòmetres de termenal, que deixa en terres de Granera les propietats del Solà del Sot, el Carner, el Calbó, el Marcet, la Manyosa, el Girbau de Baix i el Girbau de Dalt, i pel costat castellterçolenc, Sant Julià d'Úixols, el Munt, el Pererol, Pla Gaià, el Criac, la Sala de Sant Llogari i Vila-rúbia.

### El poble de Granera

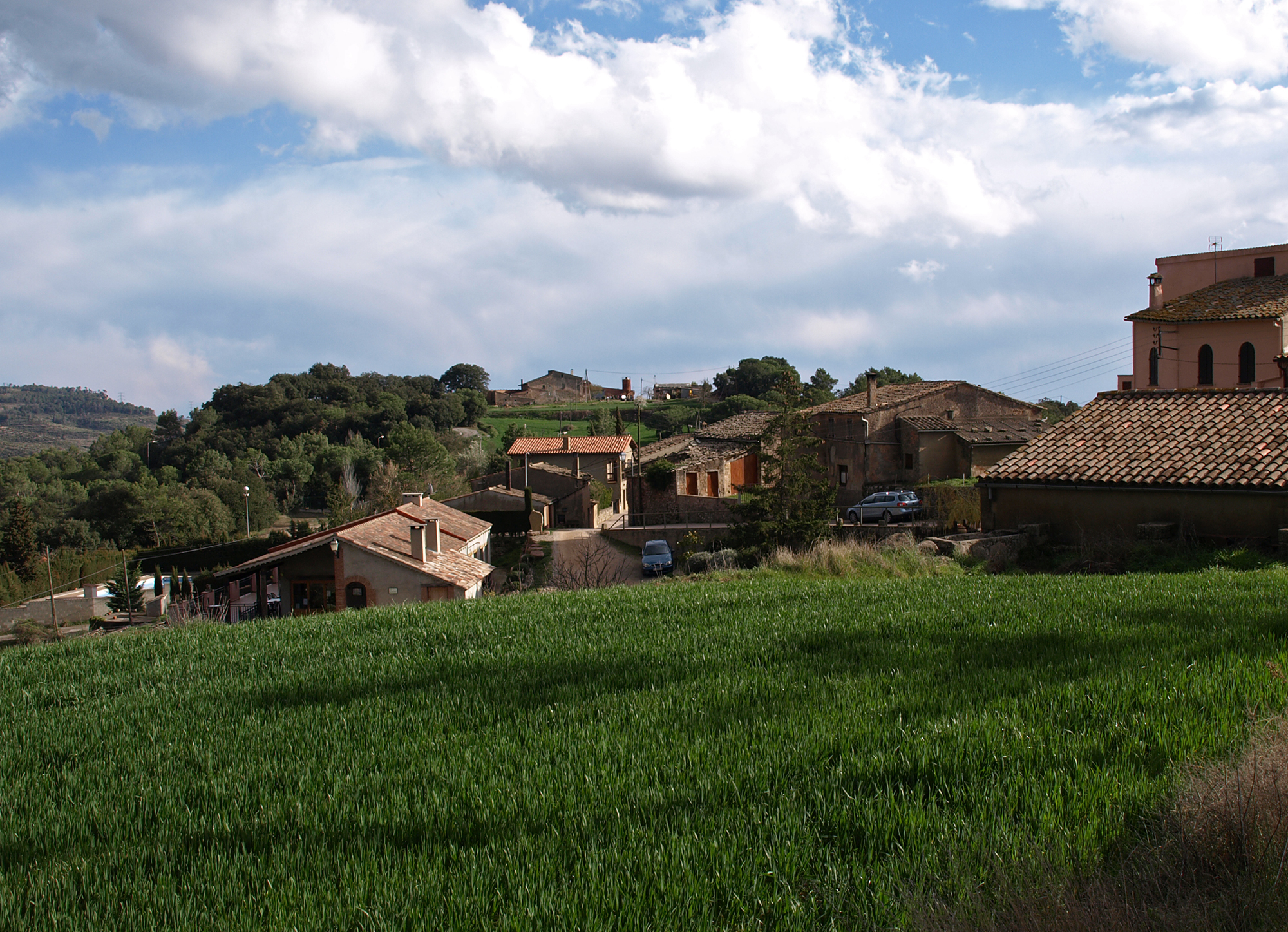
Vista general del sector sud del barri del Castell

El poble, que el 1996 tenia 25 habitants aglomerats i 32 de disseminats, és a 768 metres d'altitud. El 2009 tenia ja 77 habitants censats. És dividit en diversos nuclis: el Barri de l'Església, al voltant de l'església parroquial de Sant Martí, que, transformada els segles xvi i xvii, perdé bona part del primitiu caràcter romànic, i el Barri del Castell, al voltant de l'antic castell de Granera, esmentat el 971, que pertangué a la casa comtal de Barcelona i esdevingué centre de la baronia de Granera; encara, a llevant del barri del Castell es troba el Barri de Baix. Un bon nombre de masies disseminades, algunes d'ells formant petits veïnats, completen el terme municipal. Prop del Barri del Castell hi ha també l'església de Santa Cecília (1065), amb traces d'importants i arcaiques pintures romàniques. Pertany al municipi una part de l'antic terme parroquial de Sant Julià d'Úixols.

## L'adscripció territorial de Granera
Granera era, a l'edat mitjana, dins del territori del Comtat de Manresa, i els serveis generals de l'època (mercats, notaria, etcètera) procedien o estaven lligats amb la capital de la comarca del Bages, o bé amb Moià. Al llarg de l'edat moderna, Granera estigué sempre lligada de primer a la Vegueria de Manresa, sotsvegueria del Moianès, i més tard al Corregiment de Manresa. Ja al segle xix, amb la creació dels partits judicials, Granera fou adscrita al partit de Manresa, on roman actualment.
En la creació de l'actual divisió comarcal, durant la II República, Granera fou adscrita al Vallès Oriental, en no aprovar-se finalment la creació de la comarca del Moianès, el reconeixement de la qual va estar sobre la taula fins al darrer dia abans de la signatura definitiva del decret de divisió comarcal de Catalunya.

## Història

### Edat mitjana
El territori de Granera apareix documentat ja el 898 en un document referit a la masia del Carner, que pertanyia a la parròquia sufragània de Sant Julià d'Úixols, però no és fins al 958 que surt el nom de Granera (Granaria). En una relació del 962 se citen les esglésies veïnes de Sant Julià d'Úixols: la de Sant Sadurní de Gallifa o de la Roca, la de Sant Martí de Granera, etcètera. El 971 està documentat el castell, el 1040 l'església parroquial de Sant Martí de Granera i el 1065 la capella de Santa Cecília.
El castell, que pertanyia al comtat de Manresa, fou de jurisdicció reial fins a darreries de l'edat mitjana, tot i que estigué infeudat a diversos senyors, o castlans, com se cita a l'article dedicat al castell. Al voltant seu i de la parròquia principal de Sant Martí s'organitzà el territori que a la llarga esdevindria municipi de Granera. L'únic tros de territori que estigué en discussió fou el sector sud-oriental, que pertanyia senyorialment a Granera i eclesiàsticament a Sant Julià d'Úixols, sufragània que tenia la major part de territori en terme del castell de Castellterçol i una llenca de terres en el del castell de Granera (la masia del Carner, per exemple).

### Edat moderna
Al segle xvii, com es veurà tot seguit, es creà la Baronia de Granera, perdent-se així la directa jurisdicció reial del terme del castell de Granera, i Granera pertangué als barons titular fins a l'extinció dels senyorius. Mentrestant, el terme de Granera va ser sempre un territori organitzat basant-se en les pagesies existents, sense formar mai una població aglutinada sòlida, fins al punt que només eventualment, en algunes èpoques concretes, hi han aparegut comerços estables, i sempre de caràcter molt bàsic.
La Baronia de Granera fou un títol concedit el 1643 a Jacint de Sala i Cervera, ciutadà honrat de Barcelona, que adquirí la senyoria de Granera el 1639 als Despalau. Passà als Planella, senyors de Clarà i Castellnou de la Plana (del terme de Moià) i Castellcir, emparentats amb els de Talamanca i Calders. Actualment, aquest títol nobiliari està en mans del Marquès de Castellbell, com la resta de baronies esmentades.

### Edat contemporània
Pascual Madoz parla breument de Granera en el seu Diccionario geográfico... del 1845. S'hi refereix dient que està situat en una zona muntanyes amb bona ventilació i clima sa. Comptava amb 40 cases. El terreny, encara que molt trencat, era de bona qualitat. S'hi produïa blat, llegums i vi, i hi havia una mica de bestiar i de caça. Tenia 37 veïns (caps de casa) i 163 ànimes (habitants).
A la Geografia General de Catalunya dirigida per Francesc Carreras i Candi i publicada el 1910, Cels Gomis, encarregat del volum dedicat a la província de Barcelona, dedica un apartat a Granera, que inclou en el partit judicial de Manresa, que és on pertanyia encara el 1910. S'hi pot llegir que, juntament amb el poblet d'Uxols i 26 cases escampades pel terme, en reuneix 92, amb 296 habitants de fet i de dret. A part de l'església parroquial, Granera tenia una escola bisexual (ho diu així mateix), i celebrava la Festa Major el diumenge després de Sant Mateu, que és el 21 de setembre. Especifica que de la parròquia de Granera depèn la sufragània de Sant Oleguer (Sant Llogari de Castellet), i, en canvi, la de Sant Julià d'Úixols, del terme de Granera, depèn de Sant Fruitós de Castellterçol. Com Madoz, diu que el terme és muntanyós i de clima saludable, i que s'hi cull blat, llegums i vi, i que s'hi cria bestiar. Cita substàncies aluminoses i salines al torrent de les Baumes i a la Creu de la Llebre. Finalment, esmenta la senyoria del Comte de Llar sobre el castell i el terme.

#### Demografia
| 1497 f | 1515 f | 1553 f | 1717 | 1787 | 1857 | 1877 | 1887 | 1900 | 1910 |
| ------ | ------ | ------ | ---- | ---- | ---- | ---- | ---- | ---- | ---- |
| 11     | 16     | 21     | 121  | 121  | 448  | 362  | 314  | 296  | 269  |

| 1920 | 1930 | 1940 | 1950 | 1960 | 1970 | 1981 | 1990 | 1992 | 1994 |
| ---- | ---- | ---- | ---- | ---- | ---- | ---- | ---- | ---- | ---- |
| 237  | 181  | 146  | 141  | 122  | 92   | 54   | 58   | 89   | 89   |

| 1996 | 1998 | 2000 | 2002 | 2004 | 2006 | 2008 | 2010 | 2012 | 2014 |
| ---- | ---- | ---- | ---- | ---- | ---- | ---- | ---- | ---- | ---- |
| 150  | 157  | 59   | 66   | 78   | 75   | 72   | 79   | 83   | 80   |

| 2016 | 2018 | 2020 | 2022 | 2024 | 2026 | 2028 | 2030 | 2032 | 2034 |
| ---- | ---- | ---- | ---- | ---- | ---- | ---- | ---- | ---- | ---- |
| 79   | 80   | 77   | 80   | 84   | -    | -    | -    | -    | -    |

#### Ajuntament
Segons la Llei municipal vigent el 2007, l'Ajuntament de Granera es regí fins al 2011 en consell obert. Hi havia un sol càrrec electe municipal, l'alcalde, qui dedicava un dia a la setmana a resoldre les decisions que calia prendre a nivell municipal, amb horari establert, durant el qual qualsevol veí del terme podia anar a l'ajuntament per parlar amb l'alcalde dels temes que, prèviament anunciats, s'havien de resoldre aquell dia. Les decisions solien prendre's per consens entre els interessats, sempre que hi compareguessin.

##### Alcaldes
Al llarg dels segles xx i XXI, els alcaldes de Granera han estat:
| - Restauració: - Josep Marcet i Armadans (1901) - Jaume Clapers i Bosch (1902-1904) - Bartomeu Otzet i Pineda (1904-1909) - Jaume Clapers i Bosch (1909-1916) - Joan Vilà i Pineda (1916-1919) - Llogari Coll i Grau (1919-1920) - Joan Vilà i Pineda (1920-1923) - Dictadura del general Primo de Rivera: - Francesc Mundet i Òsul (1923-1924) - Joan Vilà i Pineda (1924-1930) - Salvador Font i Llobet (1930-1931) | - II República i Guerra Civil: - Salvador Font i Llobet (1931-1933) - Joan Font i Noguera (1933-1934) - Salvador Soler i Riera (Febrer-octubre 1934) - Marià Ubals i Canals (1934-1935) - Salvador Soler i Riera (1935-1936) - Ernest Clapers i Antonell (1936-Juliol 1938) - Josep Comellas i Rosinyol (Juliol-octubre 1938) - Josep Ubals i Canals (Octubre-desembre 1938) | - Dictadura del general Franco: - Joan Vilà i Pineda (1939-1940) - Paulí Torre i Masplà (1940-1947) - Josep Vall i Torre (1947-1867) - Ramon Rosell i Garcia (1967 - 1979) - Transició democràtica i actualitat: - Josep Torra i Mundet (1979 - 1987) - Ramon Clapers i Roca (1987 - 1991) - Josep Torra i Mundet (1991 - 1995) - Joan Vilà i Font (1995 - 1999) - Josep Torra i Mundet (1999 - 2003) - Pere Genescà i Girbau (2003 - actualitat) |

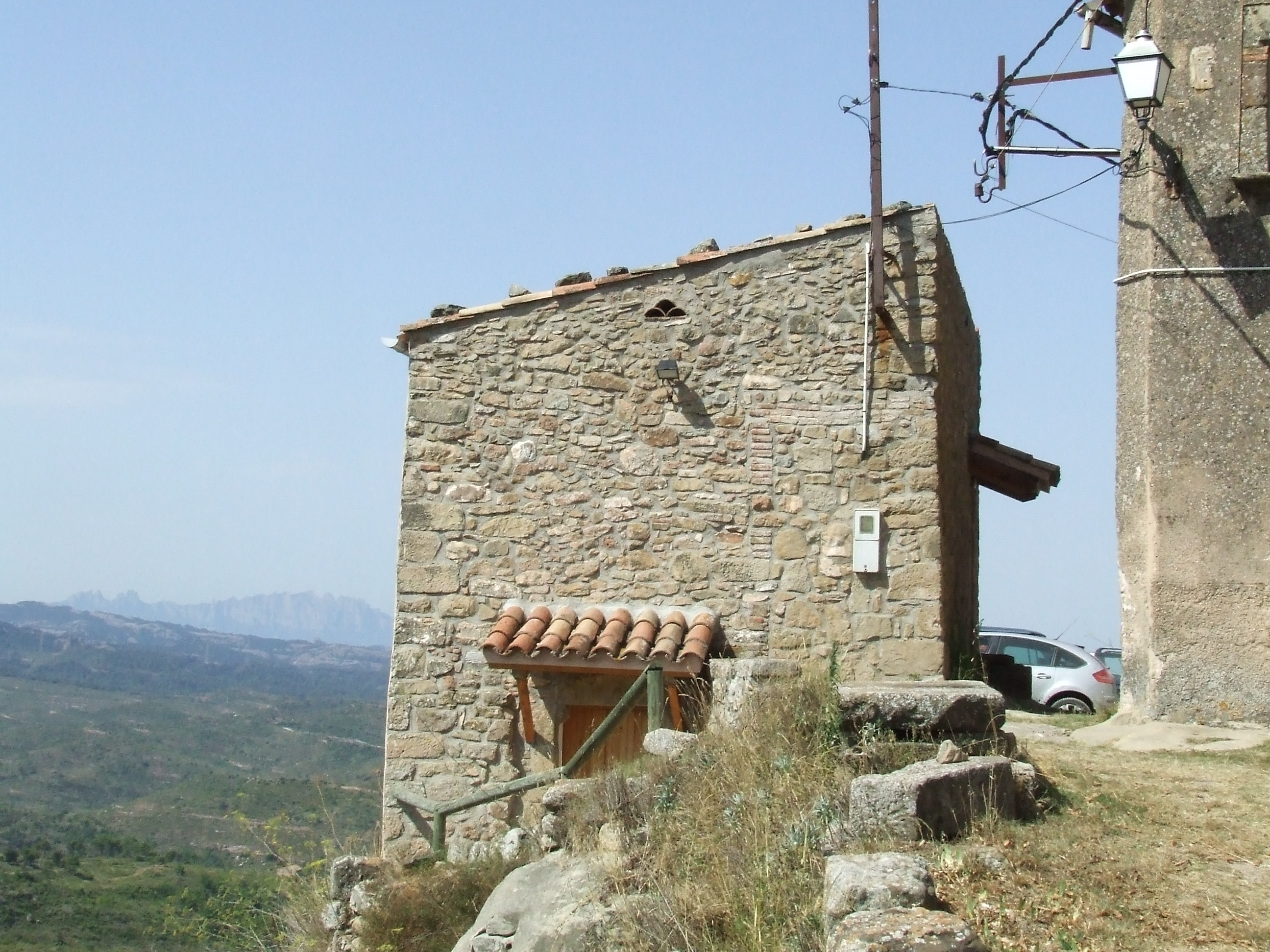
La senzilla Casa de la Vila de Granera, a l'antiga escola

##### Regidors
A les eleccions municipals del 1979 foren elegits cinc regidors, en aquest ajuntament: Josep Torra i Mundet, Lluís Costa i Ventolà, Jordi Vila i Torra, Rosa Rosell i Esteban i Maria Neus Riera i Surroca, tots cinc de CiU. El 1983 eren elegits Josep Torra i Mundet, Jaume Riera i Puig, Ramon Clapers i Roca, Jordi Vila i Torra i Modest Codina i Girbau, també tots ells de CiU. A les eleccions del 2011 són elegits tres regidors, que són: Pere Genescà i Girbau i Ramon Torra i Vila, de CiU, i Josep Roca Sala, del PSC-PM. L'any 2015 els regidors electes foren Pere Genescà i Girbau, Ramon Torra i Vila i Gemma Genescà i Bellmunt, tots tres de CiU. A les darreres, el 2019, el mateix Pere Ginestà i Girbau i Àngels Arola i Vera, de Junts, i Dolors Elias i Balaguer, d'ERC-AM.

##### Ajuntament de consell obert
A partir del 1987 ja només fou elegit l'alcalde, Ramon Clapers i Roca, independent, que superà per dos vots l'alcalde anterior. El 1991 s'invertien els resultats, per una diferència de nou vots. El 1995 guanyava el candidat del PSC-PSOE, Joan Vilà i Font, a l'alcalde sortint per un sol vot de diferència; aquell any es presentà per primer cop en aquest municipi el PPC, que no obtingué cap vot (l'aspirant a alcaldessa era forana). El 1999 es tornaren a invertir els resultats, i tornà a guanyar Josep Torra, de CiU, per tres vots de diferència a l'alcalde sortint; tornà a haver-hi una candidatura amb alcaldable forà, el PI, que tampoc no obtingué ni un sol vot. El 2003 fou elegit l'alcalde actual (2010) per primer cop, per 31 vots de diferència davant del candidat del PSC-PSOE; per tercer cop una candidatura presentada no obtingué cap vot: tornava a ser el PPC, també amb candidat desconegut al poble. Finalment, el 2007 hi hagué uns resultats quasi idèntics: 34 vots de diferència entre l'alcalde electe i l'aspirant, Josep Roca i Sala, que eren els mateixos que el 2003, i 0 vots per al PP, amb un altre aspirant de fora de Granera. Cal destacar que el nombre d'electors en aquest municipi és al voltant de 70-75 persones, i els votants habitualment s'aproximen als 60.
L'any 2011 hi ha un altre canvi legislatiu, i són elegits tres regidors, a l'Ajuntament de Granera, després de la petició expressa d'aquest ajuntament, ja que podia acollir-se a la normativa anterior i mantenir la característica d'ajuntament de consell obert. Cal destacar que en aplicació de la regla D'Hondt, haurien correspost tots tres regidors a la llista més votada, però aquesta només havia presentat dos candidats (la segona llista que obtingué vots només havia presentat un candidat, així com la del PP, que no va obtenir ni un sol vot).

#### Legislatura 2015–2019
En ésser un municipi de consell obert, no s'aplica la regla D'Hondt per a repartir proporcionalment els regidors que pertoquen al terme, tres, sinó que es vota nominalment les persones presentades, i s'atribueixen els tres llocs de regidor als tres més votats, abans esmentats, amb 42, 34 i 8 vots, respectivament. Josep Roca i Sala, de PM, n'obtingué 7, i el candidat del PP, Amaro Tagarro Bas, 1 sol vot.

#### Legislatura 2019 - 2023
El 2019 hi torna a haver un canvi legislatiu, i s'aplica a Granera la normativa electoral general, com als altres ajuntaments del país.
| Candidatura | Candidatura | Cap de llista           | Vots | Regidors | % vots |
| ----------- | ----------- | ----------------------- | ---- | -------- | ------ |
|             | Junts       | Pere Genescà i Girbau   | 29   | 2        | 53,70  |
|             | ERC-AM      | Dolors Elias i Balaguer | 15   | 1        | 27,78  |
|             | SG-CP       | Ramon Burés i Carrera   | 7    | 0        | 12,96  |
| Total       | Total       | 51                      | 51   | 3        |        |

Consistori elegit:
- Pere Genescà i Girbau (Junts), batlle.
- Àngels Arola i Vera (Junts), regidora.
- Dolors Elias i Balaguer (ERC-AM), regidora.

## Activitat econòmica
Els cereals són el conreu principal (la vinya només perdura arrecerada). Hi va haver una fàbrica de tints, amb 25 treballadors, que disposava d'una petita resclosa a la riera del Marcet, però va tancar cap a la dècada del 1970. La resclosa encara subsisteix, així com l'edifici de la fàbrica de tints. El poble, ha esdevingut centre de residència i d'estiueig.
Segons les dades de l'últim trimestre de 2019 de l'Observatori del Treball de la Generalitat, Granera era el vuitè municipi amb la taxa més alta de desocupats de Catalunya, un 23,08%. En el rànquing dels deu municipis catalans amb més atur, encapçalat per La Vajol (Alt Empordà), amb un 34,15%, els deu primers tenien menys de 600 habitants, a excepció del Montmell (Baix Penedès), en tercer lloc (amb 1.512 empadronats i un 29,58% d'atur) i Santa Oliva (Baix Penedès), en desè (amb 3.320 veïns i un 20,55% de desocupats).

## Comunicacions
El poble de Granera està comunicat amb els del seu entorn a través de dues carreteres i una pista rural arranjada entre 2009 i 2010. Dista 10 quilòmetres de Castellterçol, a través de l'única carretera amb numeració oficial: la BV-1245. A través de Castellterçol es comunica tant amb la capital de la comarca, Moià, de la qual dista 17,5 quilometres, com amb Granollers que és a 39. Per una pista asfaltada, esdevinguda carretera local, es comunica amb la B-124 i, a través d'ella, amb Sant Llorenç Savall (11 km.), Monistrol de Calders (12), Mura i Talamanca (15) i Sabadell (30). Finalment, la pista rural abans esmentada comunica Granera amb Monistrol de Calders, en un traçat de 7 quilòmetres. Algunes pistes rurals, en diversos estats de conservació, uneixen Granera amb Castellterçol, Gallifa, Monistrol de Calders i Sant Llorenç Savall per camins diferents dels anteriorment esmentats.
A Granera només hi arriba un autobús al mes, concretament el primer dissabte feiner de cada mes. Surt de Castellterçol a les 13:30 i arriba a Granera a les 13:45, moment en què torna a sortir i arriba de nou a Castellterçol a les 14:00. L'empresa concessionària és la Sagalés. La raó d'aquest minso servei és l'interès de l'empresa de transports de no perdre la concessió de la línia, tot i no voler-la mantenir perquè no la considera rendible.

## Serveis turístics
És un poble d'interès i caràcter turístic, amb forces masies, que moltes de les seves cases de poble han esdevingut de segona residència. L'oferta turística de Granera consta del restaurant i allotjament rural Cal Campàs, situat al barri del Castell.